# James Soutter
James Soutter (Reino Unido, 1 de enero de 1885-8 de agosto de 1966) fue un atleta británico, especialista en la prueba de 4x400 m en la que llegó a ser medallista de bronce olímpico en 1912.

## Carrera deportiva
En los JJ. OO. de Estocolmo 1912 ganó la medalla de bronce en los relevos 4x400 metros, con un tiempo de 3:23.2 segundos, llegando a meta tras Estados Unidos (oro) y Francia (plata), siendo sus compañeros de equipo Ernest Henley, George Nicol y Cyril Seedhouse.